# Coronel João Sá
Coronel João Sá est une municipalité brésilienne de l'État de Bahia et la microrégion de Jeremoabo.